# 東海大学宇宙情報センター
東海大学宇宙情報センター（とうかいだいがくうちゅうじょうほうセンター、英称：Tokai University Space Information Center）は、各種人工衛星から送られてくるさまざまな情報の収集、解析をした編集情報を他の研究機関へ提供するセンター（研究所）である。熊本空港に隣接した立地である。

## 概要
1986年に大学界において世界で初めての人工衛星データの受信施設として設立された。現在は東海大学総合研究機構を構成する組織体の1つとして位置づけられている。

## 沿革
- 1986年 - 宇宙情報センターを設立[1][2]。
- 2022年 - 敷地の一部を農学部の専門課程の実験や実習を行う「臨空校舎」に転用（予定）